# Napkey
 (juillet 2019).
Napkey est un groupe de musique électronique français, originaire de Paris. Créé en 2015, il est composé de Benjamin Cholet et Justine Rousseau qui se sont rencontrés cette même année. Le style musical du groupe, composé majoritairement de synthétiseurs, de vocodeurs et de basses, est qualifié de synthpop (ou électropop), rétro et progressif (ou également futuriste).

## Biographie
Benjamin Cholet est à l'origine de Napkey, au départ seul sur le projet. Attiré par la musique depuis sa plus tendre enfance et jouant du piano et de la guitare, il commence vers 2014 à publier plusieurs de ses travaux musicaux sur sa page Facebook et sur la plateforme de distribution audio SoundCloud. Ce n'est que deux ans plus tard qu'il fait la connaissance de Justine Rousseau lors d'un voyage à Shanghai, où ils découvrent l'un l'autre leur passion pour la musique. L'année suivante, ils choisissent de se retrouver à Paris pour mettre en commun leur créativité et leurs compétences, et produire le premier album de Napkey, 42, qui sortira cette année-là. Ce premier album cumule d'emblée plus de 30 millions de streams.
En 2018, ils sortent leur second album intitulé Solstice.
En 2020, ils produisent un premier EP, Nectar et enchainent avec un certain nombre de singles.
En 2021, un nouvel EP, Reset, qui mélange des revisites de leurs grands succès avec de nouveaux titres.

## Discographie

### Singles
- 2017 : At Least (Kitsuné Musique)
- 2019 : Legend
- 2020 : Fly, You Fools ! (Bon Entendeur Records)
- 2021 : Glow
- 2021 : The Emperor's Groove
- 2024 : IWAMO
- 2024 : Encore
- 2025 : Ginkgo

### Remix
- 2020 : Ailleurs que le soleil - Dopamoon

### Collaborations
- 2015 : Keep On Waiting - avec Tez Cadey